# Miniopterus pusillus
Miniopterus pusillus (Dobson, 1876) è un pipistrello della famiglia dei Miniotteridi diffuso nel Subcontinente indiano e nell'Ecozona orientale.

## Descrizione

### Dimensioni
Pipistrello di piccole dimensioni, con la lunghezza della testa e del corpo tra 45 e 48 mm, la lunghezza dell'avambraccio tra 39,6 e 43 mm, la lunghezza della coda tra 40,1 e 44,1 mm, la lunghezza del piede tra 7 e 8 mm, la lunghezza delle orecchie tra 10 e 11 mm e un peso fino a 10 g.

### Aspetto
Il colore generale è nerastro o marrone scuro, talvolta con macchie bruno-rossastre irregolari su varie parti del corpo. La fronte è molto alta e bombata, il muso è stretto e con le narici molto piccole. Le orecchie sono corte, triangolari, ben separate tra loro e con l'estremità arrotondata. Le ali sono attaccate posteriormente sulle caviglie. La lunga coda è inclusa completamente nell'ampio uropatagio. Il calcar è lungo e privo di carenatura.

### Ecolocazione
Emette ultrasuoni ad alto ciclo di lavoro sotto forma di impulsi di breve durata a frequenza modulata iniziale di 98,4-125,4 kHz, finale di 54,6-58,9 kHz e massima energia a 57,9-68,8 kHz.

## Biologia

### Comportamento
Si rifugia in gruppi di un maschio e 1-6 femmine nelle parti più buie all'interno di grotte e possibilmente anche altri ambienti simili. Le femmine tendono ad essere gregarie, mentre i maschi solitari.

### Alimentazione
Si nutre di insetti volanti catturati in aree aperte, inclusi corsi d'acqua e fiumi.

### Riproduzione
Danno alla luce un piccolo alla volta dopo 4,5-5 mesi di gestazione.

## Distribuzione e habitat
Questa specie è diffusa nel Nepal occidentale, stati indiani del Karnataka e Tamil Nadu, Katchall nelle Isole Nicobare, provincia cinese del Guangdong, isola di Hainan, Hong Kong, Myanmar meridionale, Thailandia, Vietnam, Laos, Cambogia settentrionale, Giava, Sulawesi, Timor; Ambon, Seram e Bacan nelle Isole Molucche, Isole Kai.
Vive nelle foreste secondarie, foreste a galleria e nelle aree agricole.

## Conservazione
La IUCN Red List, considerato il vasto areale, la popolazione presumibilmente numerosa, la presenza in diverse aree protette e la tolleranza alle modifiche ambientali, classifica M.pusillus come specie a rischio minimo (Least Concern)).